# Evonne Hsu

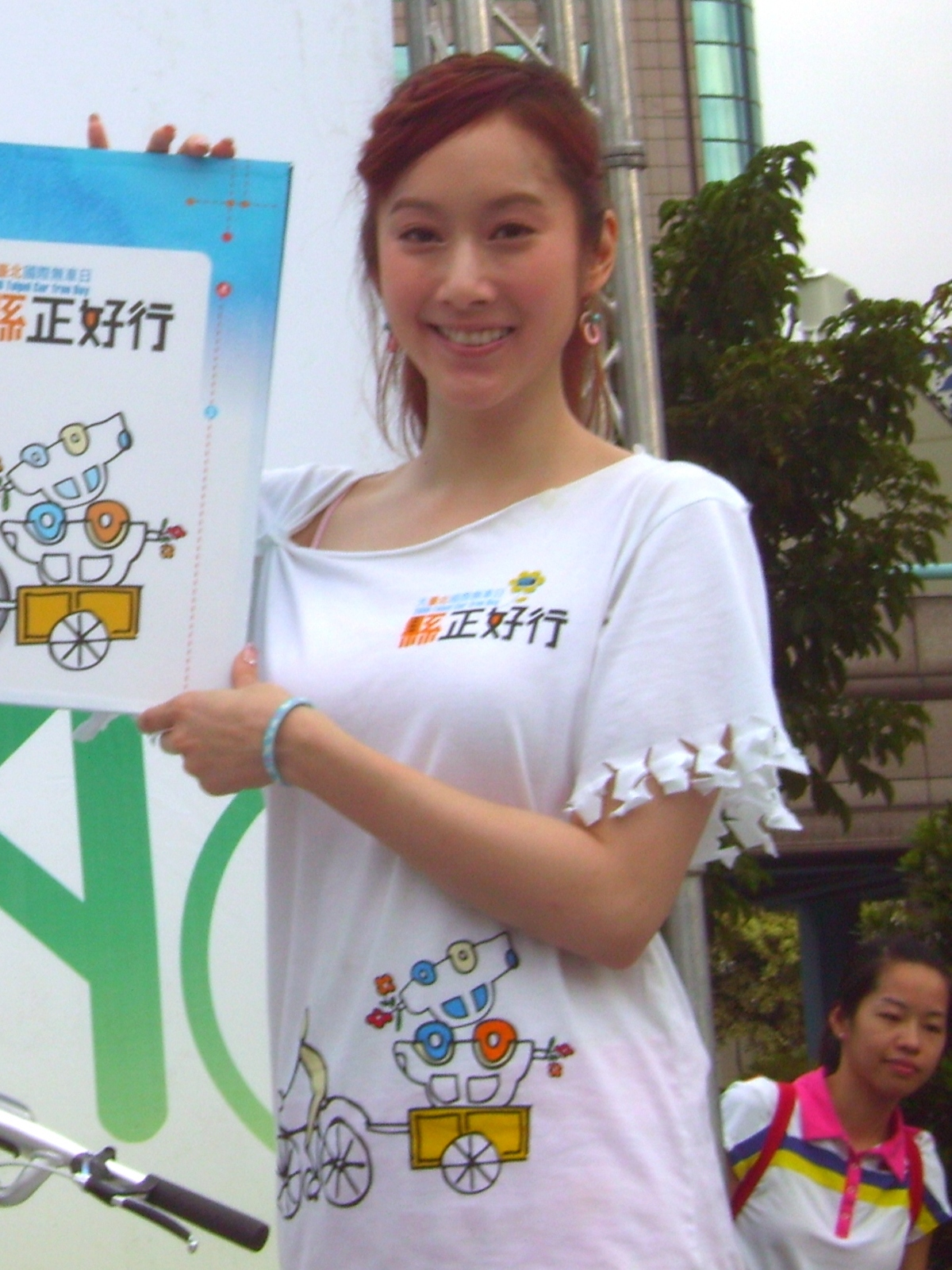
Evonne Hsu, Taipei 2006

Evonne Hsu, auch Hsu Hui-hsin (chinesisch 許慧欣 / 许慧欣, Pinyin Xǔ Huìxīn, W.-G. Hsu Hui-hsin; * 5. Dezember 1976 in Longview, USA) ist eine US-amerikanische Mandopop-Sängerin und Schauspielerin chinesisch-taiwanischer Herkunft.

## Karriere
Hsu veröffentlichte ihr erstes Album To Be Happy im Januar 2002 und gewann zahlreiche Auszeichnungen. Jacky Cheung, ein bekannter Hongkonger Sänger, wählte sie als weibliche Hauptdarstellerin für die Mandarin-Version seines Musicals Snow.Wolf.Lake, mit dem sie in China, Hongkong, Singapur, Malaysia und Taiwan auftrat. Hsu war in zahlreichen Fernsehwerbespots zu sehen und ist als Sängerin eine Bekanntheit in Taiwan und anderen Teilen Asiens.
Sie veröffentlichte bisher verschiedene Musikalben. Als Höhepunkt ihrer Karriere gilt Beautiful Love. Ihr neustes Album enthält den Song Poem Water Snake Mountain Temple von Jay Chou. Heute steht sie beim Label Wingman von Rio Peng unter Vertrag, zu dem unter anderem auch ihre Schwester Ivy Hsu (許嘉凌 Xǔ Jiālíng) gehört. Auf dem Album 〈翼之星Wingman 2007〉singt sie die Titel 〈星之翼 Xīng zhī yì〉und〈給我音樂 Gěi wǒ yīnyuè.
Neben Musikalben hat sie bisher zwei Bücher veröffentlicht und spielt in verschiedenen Fernsehproduktionen, Kinofilmen und Musicals in Taiwan, China und Hongkong mit.
Beim Live-Earth-Konzert in Shanghai am 7. Juli 2007 trat Hsu auf.
Hsu hat zwei Semester Psychologie in University of Texas in Austin studiert und hat eine jüngere Schwester (Ivy Hsu), die auch in der Unterhaltungsindustrie tätig ist. Seit 2013 ist sie verheiratet und gebar 2016 eine Tochter. (Stand: Februar 2023)

## Werke (Auswahl)

### Diskographie

#### Alben
- 2002 To Be Happy (快樂為主)
- 2002 Lonely Ballet (孤單芭蕾)
- 2003 Beautiful Love (美麗的愛情)
- 2004 Happiness (幸福)
- 2005 Chosen One (萬中選一)
- 2006 Mystery (謎)
- 2007 Wingman 2007 (翼之星)
- 2008   (欣的記憶)
- 2009 Love*Over  (愛*極限)
- 2013 Evolution (欣*進化)

#### Soundtracks
- Love Train Original Soundtrack (心動列車)
- 2005 Snow.Wolf.Lake Original Soundtrack (國語版原聲帶)

#### Musical
- 2005 Snow.Wolf.Lake (Role: Ling, Jing-Shu 寧靜雪)
- 2010 Anything Goes (Role: Hope 荷普)
- 2011 Anything Goes (Role: Reno 蕾諾)

#### Bücher
- 許慧欣 – Evonne Hsu: eVonne的自然反應 – 個人影集 – „eVonne's Natural Reaction – Personal Photo Album“. Everyday eVonne. 1. Auflage. 皇冠出版社 – Huangguan Chubanshe, Taipei 2003, ISBN 957-803-428-8 (chinesisch, Fotoalbum).
- 許慧欣 – Evonne Hsu: 「琴迷威尼斯」– „Love of Music in Venice“. 情歌精選樂譜書 – „Music Score of Selected Love Songs for Piano“. 1. Auflage. 尖端出版社 – Jianduan Chubanshe, Taipei 2007, ISBN 978-957-10-3283-2 (chinesisch, Klavierparitur).

### Filme

#### Kinoproduktion
- 2009 Eaters (大胃王 Daweiwang)
- 2012 The Harbor (港都 Gǎngdōu)
- 2012 Legend of Chinese Titans (封神傳奇之驅魔英雄 Fengshen zhuanqi zhi qumo yingxiong)
- 2021 Nezha (叱咤風雲 Chizha Fengyun)

#### Fernsehproduktion
- 2002 Online Hero (天下無雙)
- 2003 Love Train (心動列車)
- 2008 Miss No Good (不良笑花)
- 2003 Boy and Girl (男女生了沒)
- 2011 Love Train (心動列車)

Quellen: IMDb, Moviecool, Hong Kong Movie Database

## Auszeichnungen
- 2001/2002 TVB8 Most Popular Female New Artist Award (金曲榜最佳女新人獎)
- 2002 MTV Top 20 Most Wanted Artists (Taiwan) (第二第三屆MTV封神榜音樂獎封神榜TOP20人氣歌手)
- 2002 HITO Awards Best Female Vocalist Award 2002 (年度HITO聲猛新人獎猛聲女聲)
- 2002 HITO Amicability Award 2002 (年度HITO友好獎)
- 2002 Metro Radio Mandarin Hits Music Awards – Best Female New Artist Award (新城國語力2002新勢力女歌手)
- 2003/2004 Golden Melody Award (Taiwan) - Best New Artist Award (Popular Music) (第十四金曲獎流行音樂類最佳新人獎)[10]
- 2003/2004 Channel V Top 50 Hit Singles of the Year & Nominated Most Popular New Artist [第九屆全球華語音樂榜中榜最受歡迎TOP50, 入圍最受歡迎新人]
- 2003 GMA (Malaysia) Best New Artist Award (第三屆金曲紅人頒獎禮最收歡迎紅人新人獎)
- 2003 G-Music Platinum Music Awards G-Music (風雲榜白金音樂獎)
- 2003 TVB8 Music Award [2003 TVB8 金曲榜金曲獎]
- 2003 MTV Style Awards Best New Female Artist Style Award 2003 (港台最具風格女新人獎)
- 2004 TVB8 Music Award 2004 TVB8 (金曲榜第四季季選)
- 2004 MTV (Taiwan) Top 20 Artists of the Year (第三屆MTV封神榜音樂獎封神榜TOP20人氣歌手)
- 2004 Canton Radio/TV Awards Best Female Composer Artist (Taiwan) 2004 (音樂先鋒榜 台灣最佳創作女歌手獎)